# 蘇爾茨貝格山 (薩爾茲卡默古特山脈)
47°46′07″N 13°20′30″E / 47.768641°N 13.341618°E

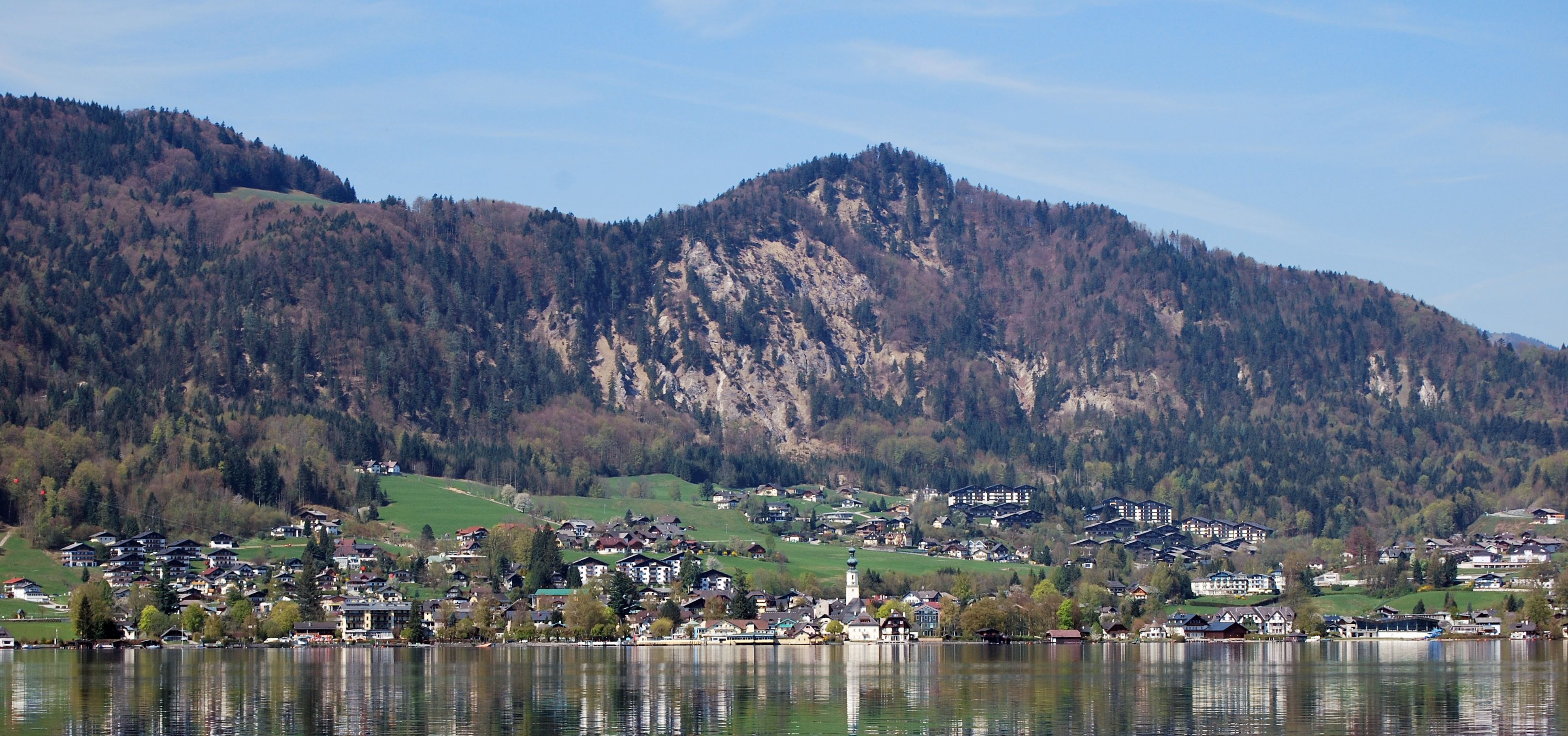

蘇爾茨貝格山（德語：Sulzberg），是奧地利的山峰，位於該國中部，由薩爾茨堡州負責管轄，屬於薩爾茲卡默古特山脈的一部分，海拔高度1,017米，山體在2.2億年前形成。